# Barber Hauler
Der Barber Hauler (von engl. to haul ‚ziehen‘, auch: (Fock-)schotbeiholer oder eingedeutscht Barberholer) ist eine Einrichtung auf Segelbooten und Segelyachten, die dem Segeltrimm von Vorsegeln dient.
Während ohne ihn der Holepunkt der Fock-Schot gar nicht oder nur in Längsrichtung des Schiffes verstellt werden kann, ermöglicht der Barber Hauler auch die Verstellung quer dazu. Hierzu dient entweder eine kurze Lochschiene, die quer zur Längsachse des Schiffes beweglich auf der üblichen Lochschiene in Längsrichtung angebracht ist, oder die Umlenkrolle des Holepunktes ist an einem Seil angebunden und kann mit Hilfe dieses Seiles quer zur Schiffs-Längsachse verstellt werden.
Bei Spinnakern ermöglicht der Barber Hauler eine bauchigere, also stärker gekrümmte Segelform. Er dient bei viel Wind auch dazu, den Spinnaker an „kurzen Hosenträgern“ zu fahren, sodass die Gefahr des Geigens (sich aufschaukelnde Rollbewegung des Bootes) vermindert werden kann.